# Euripigiforme
Euripigiformele (Eurypygiformes) este un ordin mic de păsări, care conține numai 2 specii tropicale: kagu (din insula Noua Caledonie) și pasărea soarelui (din America Centrală și America de Sud). 

## Sistematica
Conform clasificării Congresului Internațional Ornitologic (versiunea 2.2, 2009) ordinul conține 2 familii, 2 genuri și 2 specii. 
- Familia Rhynochetidae
  - Genul Rhynochetos
    - Rhynochetos jubatus – Kagu
- Familia Eurypygidae
  - Genul Eurypyga
    - Eurypyga helias – Pasărea soarelui